# Bernard Lagat
Bernard Lagat (ur. 12 grudnia 1974 w Kapsabet, Kenia) – kenijski lekkoatleta, średniodystansowiec reprezentujący USA od 2005 roku. Dwukrotny medalista olimpijski (srebro z Aten i brąz z Sydney) oraz olimpijczyk z Pekinu, Londynu i Rio de Janeiro, 5-krotny medalista mistrzostw świata, srebrny medalista halowych mistrzostw świata z Birmingham. Wszystkie medale (do 2004 włącznie) zdobywał startując na 1500 m dla barw Kenii. Z powodzeniem startował również na dłuższych dystansach, zdobywając złoty medal w halowych mistrzostwach świata w Budapeszcie na 3000 m. Od 2005 reprezentuje USA. W 2007 na mistrzostwach świata w lekkoatletyce zdobył złote medale w biegu na 1500 m i 5000 m. Absolwent Washington State University.

## Osiągnięcia
- złoty medal Uniwersjady (bieg na 1500 m, Palma de Mallorca 1999)
- cztery 2. miejsca na 1500 metrów podczas Finału Grand Prix IAAF (Monachium 1999, Doha 2000, Melbourne 2001 oraz Paryż 2002)
- brązowy medal igrzysk olimpijskich (bieg na 1500 m, Sydney 2000)
- srebro mistrzostw świata (bieg na 1500 m, Edmonton 2001)
- złoty medal mistrzostw Afryki (bieg na 1500 m, Tunis 2002)
- 1. miejsce na pucharze świata (bieg na 1500 m, Madryt 2002)
- srebro halowych mistrzostw świata (bieg na 1500 m, Birmingham 2003)
- złoto halowych mistrzostw świata (bieg na 3000 m, Budapeszt 2004)
- srebrny medal igrzysk olimpijskich (bieg na 1500 m, Ateny 2004)
- 1. (bieg na 3000 m) i 2. (bieg na 1500 m) miejsce podczas Światowego Finału IAAF (Monako 2005)
- 2. lokata w Światowym Finale IAAF (bieg na 1500 m, Stuttgart 2006)
- dwa złote medale mistrzostw świata (Osaka 2007, bieg na 1500 m & bieg na 5000 m)
- 1. miejsce podczas Światowego Finału IAAF (bieg na 3000 m, Stuttgart 2008)
- dwa medale mistrzostw świata (Berlin 2009, bieg na 1500 m – brąz & bieg na 5000 m – srebro)
- 2. lokata na Światowym Finale IAAF (bieg na 3000 m, Saloniki 2009)
- złoto halowych mistrzostw świata (bieg na 3000 m, Doha 2010)
- wygrana w biegu na 3000 metrów oraz na 5000 metrów podczas pucharu interkontynentalnego (Split 2010)
- srebrny medal mistrzostw świata w biegu na 5000 metrów (Daegu 2011)
- 4. miejsce na igrzyskach olimpijskich w biegu na 5000 metrów (Londyn 2012)
- 6. miejsce na mistrzostwach świata w biegu na 5000 metrów (Moskwa 2013)
- srebrny medal na halowych mistrzostwach świata w biegu na 3000 metrów (Sopot 2014)
- 3. miejsce w biegu na 3000 metrów podczas pucharu interkontynentalnego (Marrakesz 2014)

## Rekordy życiowe (stadion)
| Dystans        | Czas     | Data             | Miejsce   |
| -------------- | -------- | ---------------- | --------- |
| bieg na 800 m  | 1:46,00  | 10 sierpnia 2003 | Berlin    |
| bieg na 1000 m | 2:16,18  | 31 sierpnia 2008 | Gateshead |
| bieg na 1500 m | 3:26,34  | 24 sierpnia 2001 | Bruksela  |
| bieg na milę   | 3:47,28  | 29 czerwca 2001  | Rzym      |
| bieg na 2000 m | 4:55,49  | 30 lipca 1999    | Sztokholm |
| bieg na 3000 m | 7:29,00  | 29 sierpnia 2010 | Ostrawa   |
| bieg na 5000 m | 12:53,60 | 22 lipca 2011    | Monako    |
| bieg na 5 km   | 13:19    | 30 marca 2014    | Carlsbad  |

Wynik Lagata na 1500 metrów jest rekordem Kenii, a zarazem 2. rezultatem w historii światowej lekkoatletyki (szybciej pobiegł jedynie Hicham El Guerrouj). Lagat był na tym dystansie rekordzistą Ameryki Północnej – 3:29,30 (2005).
W biegu na milę jego rekord życiowy to 10. czas w historii tego dystansu na świecie, a jego wyniki w biegach na 3000 i 5000 metrów są rekordami Ameryki Północnej. Lagat jest także rekordzistą USA w biegu na 5 kilometrów.

## Rekordy życiowe (hala)
| Dystans             | Czas     | Data           | Miejsce                 |
| ------------------- | -------- | -------------- | ----------------------- |
| bieg na 800 metrów  | 1:47,07  | 20 lutego 1999 | Reno (Nevada)           |
| bieg na 1000 metrów | 2:18,12  | 11 lutego 2007 | Karlsruhe               |
| bieg na 1500 metrów | 3:33,34  | 11 lutego 2005 | Fayetteville (Arkansas) |
| bieg na milę        | 3:49,89  | 11 lutego 2005 | Fayetteville (Arkansas) |
| bieg na 2000 metrów | 4:54,74  | 15 lutego 2014 | Nowy Jork               |
| bieg na 3000 metrów | 7:32,43  | 17 lutego 2007 | Birmingham              |
| bieg na 2 mile      | 8:09,49  | 16 lutego 2013 | Nowy Jork               |
| bieg na 5000 metrów | 13:07,15 | 11 lutego 2010 | Nowy Jork               |

Rezultat w biegu na 1500 metrów to były rekord Ameryki Północnej, zaś uzyskany wynik na 1 milę – 9. wynik w historii oraz rekord Ameryki Północnej.
Jego rekord życiowy w biegu na 2 mile był rekordem kontynentu do 2014, a wyniki na 3000 i 5000 metrów utraciły ten status rok wcześniej.
Wynik Lagata na 2000 metrów jest rekordem USA oraz jednym z najlepszych wyników historii.